# Manuel Joaquim de Macedo
Manuel Joaquim de Macedo (Cantagalo, 1847 — Cataguases, (MG) 2 de dezembro de 1925) foi um compositor, maestro e violinista brasileiro. 
Foi um grande virtuose do violino no século XIX. Compôs peças para violino, música de câmara, ópera e poemas sinfônicos. 
Ao lado de nomes como Flausino Vale e Marcos Raggio de Salles foi um importante músico brasileiro.

Em Cataguases intensificou sua produção como compositor. Passou depois uma longa temporada na Bélgica, tendo ganho uma bolsa de estudos no Real Conservatório de Bruxelas. 

Estudou com grandes instrumentistas como Hubert Leonard e Henri Vieuxtemps. Acredita-se ainda que tenha se aperfeiçoado com Joseph Joachim, violinista que gozava da mais alta estima de Brahms, que o consultava quando escrevia obras para violino e que a ele dedicou seu concerto para o instrumento – e Charles de Bériot, compositor cujas obras para violino eram extremamente apreciadas no século XIX e início do XX. No conservatório estudou também harmonia e composição cm François-Joseph Fétis, ganhando medalha de ouro.

Ele não apenas circulava entre os maiores violinistas de sua época, era por eles considerado um igual. Prova disso é que, indicado por Vieuxtemps, foi spalla da orquestra do Covent Garden, em Londres. Após nove anos na Europa, voltou ao Brasil (1871) e foi nomeado por D. Pedro II mestre da Capela Imperial, Rio de Janeiro, onde apresentou sua opereta Antonica da Silva, com libreto de seu tio, o romancista Manoel de Macedo, obra que também foi encenada no Teatro Fênix Dramática (1880). 

A partir dessa época, parece diminuir seu interesse pela performance, ao mesmo tempo em que crescia sua atividade como compositor.
É autor da ópera Tiradentes, apresentada em 1886 sob forma de oratório em Belo Horizonte. Macedo obteve uma bolsa do governo brasileiro para orquestrá-la na Bélgica, para onde voltou em 1908, o Prelúdio da ópera foi apresentado em Bruxelas, em 1910, sob regência de Alberto Nepomuceno, no Festival de Música Brasileira, na Exposição Internacional de Bruxelas. Nepomuceno regeu os trechos da obra com muito agrado.
Grande violinista que era, Macedo não esqueceu de seu instrumento, escrevendo nada menos do que oito concertos para violino. O violinista Flausino do Vale, que foi aluno de um discípulo de Macedo, conta num de seus livros que o compositor teria dedicado o oitavo concerto a Joachim; este, por sua vez, teria desistido de tocá-lo, dada a extrema dificuldade da obra. Vale também afirma, dando notícias de outras de suas obras: "possuo dele [Macedo] dois trabalhos, em manuscrito, para violino e piano, lindíssimos e dificílimos, dignos da assinatura de um Wieniawski: Fantasia sobre a Marta, de Flotow, e Variações sobre temas de Moniuszko".
Macedo compôs quase 200 obras, para variadas formações e gêneros, como sonatas, fantasias, música de câmara, diversas canções e poemas sinfônicos. Dentre suas obras principais podemos citar: Tiradentes, Antonica da Silva (música dramática), Barcarolle, Un Jour de Printemps, Le Poète, Romance, Sonata, Le Ruisseau (música instrumental), Floriano Peixoto, e o poema sinfônico A Pátria (música orquestral)
Permaneceu em Bruxelas por muitos anos, retornando ao Brasil quase no final de sua vida.
É também patrono da cadeira nº 21 da Academia Brasileira de Música, escolhido por Villa-Lobos em 1946.

## Ópera Tiradentes
Composta na maior parte do final do século XIX, sob influência das óperas do alemão Richard Wagner, tinha a duração original de seis horas. 
Era dividida em uma abertura e quatro atos. No primeiro ato, os contribuintes reclamam do alto imposto que era cobrado por Portugal, que exigia 20% do ouro extraído em Minas Gerais.
Nos atos seguintes, acontecem a conspiração, a traição e o julgamento e a execução de Tiradentes.
Os personagens principais são papéis masculinos, inspirados nos protagonistas reais da Inconfidência Mineira: Tiradentes (barítono), o traidor Joaquim Silvério dos Reis (barítono), Tomaz Antônio Gonzaga (tenor) e o governador Visconde de Barbacena (baixo).
Quando o libreto, de autoria de Augusto de Lima (1859-1934) foi publicado em 1897, as partituras finais da obra ainda não haviam sido concluídas.  Mesmo assim sua Abertura foi apresentada Bruxelas, em 1910, sob regência de Alberto Nepomuceno, no Festival de Música Brasileira, na Exposição Internacional de Bruxelas.
Cogitou-se ainda sua encenação durante o centenário da Independência do Brasil (1922), mas o compositor não concordou e acabou morrendo sem ver sua maior obra.
Durante décadas, as partituras ficaram perdidas. A única cópia conhecida, com mais de 2.000 páginas manuscritas, foi encontra em 1986 em um velho baú na biblioteca da Escola de Música da UFMG. Maurício Freire (na época diretor da instituição) chegou a dizer que essa obra “é uma das raras óperas do romantismo escritas em português”.
Redescoberta, foi apresentada em Belo Horizonte de 2 a 5 de abril de 1992, durante o Bicentenário da morte de Tiradentes.